# Односи Југославије и Савезника
Силе Осовине су 6. априла 1941. године напале Краљевину Југославију, а краљ Петар II Карађорђевић и Министарски савет одлазе у Лондон. У јануару 1942. године, Министарски савет Краљевине Југославије под председништвом проф. др Слободана Јовановића је именовао бригадног генерала Драгољуба Дражу Михаиловића за министра војске, морнарице и ваздухопловства, као и начелника штаба Врховне команде Југословенске војске.
Током јуна и јула 1943. године, британски премијер Винстон Черчил одлучује да умањи подршку Михаиловићу и значајније подржи партизански покрет под вођством Јосипа Броза Тита, упркос упозорењима да ће тиме омогућили комунистима да преузму власти у Србији и Југославији. Иако је послератна историографија у социјалистичкој Југославији као разлог окретања савезничке политике према партизанима наводила да су томе допринели извештаји Фицроја Маклина, Вилијама Дикина и Рандолфа Черчила о сарадњи ЈВуО са италијанским и спорадично са немачким окупационим снагама, главни разлог јесте био већа активност партизанских снага на терену.

## Савезничке мисије у Југославији
| Датум                               | Шифровани назив      | Метод           | Полазак      | Слетање                                 | Чланови                                                                                                | Напомене |
| ----------------------------------- | -------------------- | --------------- | ------------ | --------------------------------------- | --- | --- |
| 20. септембар 1941.                 | Мисија Булсај        | подморница      | Малта        | Петровац Независна Држава Црна Гора     | - Пуковник Бил Хадсон - Мајор Мирко Лалатовић - Мајор Захарије Остојић - Вељко Драгичевић              | Прва мисија Управе за специјалне операције на територији окупиране Краљевине Југославије, са задатком да утврди стање на терену и подстакне покрете отпора на сарадњу. |
| 26. јануар 1942.                    |                      | подморница      | Александрија | Мљет Краљевина Италија                  | - Поручник Станислав Рапотец - Стеван Синко                                                            | |
| 4. фебруар 1942.                    | Мисија Хидра         | подморница      | Александрија | Петровац Независна Држава Црна Гора     | - Мајор Теренс Атертон - КЈапетан Радоје Недељковић - Наредник Патрик О'Донован                        | |
| 4. фебруар 1942.                    |                      | ваздушни десант |              | Соколац Независна Држава Хрватска       | - Мајор Каван ЕлиотПавле Црњански - Петар Миљковић - Вилијам Чапмен                                    | Одмах по приземљавању су заробљени од домобрана и предати немачким окупационим властима у Сарајеву. |
| 28/29. април 1942.                  |                      | ваздушни десант |              | Између Берана и Новог Пазара            | - Милисав Бакић - Милисав Семиз                                                                        | Послати без знања Владе Краљевине Југославије у егзилу. Заробљени од локалних квислиншких формација и предати немачким снагама. |
| Август 1942.                        | Мисија Булсај        | ваздушни десант |              | Сињајевина Независна Држава Црна Гора   | | |
| Септембар 1942.                     |                      | ваздушни десант |              |                                         | - Капетан Недељко Плећаш                                                                               | Спуштен падобраном са радио апаратима за Михаиловића и Илију Трифуновића Бирчанина, у почетку да их повеже са Каиром, а касније са Истанбулом и коначно са Алжиром (у мају 1944. године), како не би морали да контакт са Савезницима одржавају преко Управе за специјалне операције. |
| 25. децембар 1942.                  | Мисија Булсај        | ваздушни десант |              | Горње Липово Независна Држава Црна Гора | - Пуковник Вилијам Бејли - радио оператер                                                              | Шеф Балканске секције Управе за специјалне операције пуковник Вилијам Бејли се придружио пуковнику Хадсону у Михаиловићевом штабу. Задатак му је био да извести о војној вредности ЈВуО, наговори их на шире акције и да проучи њихове политичке намере.                              |
| Средина априла 1943 - 21. мај 1943. | Мисија Гринвуд-Рутем | ваздушни десант |              | Хомоље Недићева Србија                  | - Мајор Ерик Гринвуд - Мајор Џаспер Рутем                                                              | Подмисија у регионалном штабу ЈВуО са задатком да надгледа и омета бродски саобраћај на Дунаву, којим се из Румуније превози нафта у Нацистичку Немачку, као и пругу Београд-Солун, значајну са снабдевање Афричког корпуса, те борских рудника бакра (највећих у Европи).            |
| 27. мај 1943.                       |                      | ваздушни десант | Дерна        | Црно језеро Независна Држава Црна Гора  | - Пуковник Вилијам Дикин - Капетан Вилијам Стјуарт - Иван Старчевић                                    | Прва британска мисија послата у Врховни штаб НОВЈ. |
| Септембар 1943.                     |                      | ваздушни десант | Бизерта      | Мркоњић Град Независна Држава Хрватска  | - Бригадни генерал Фицрој Маклејн                                                                      | Прва британска мисија послата у Врховни штаб НОВЈ, потпуно одобрена и са личном поруком од странке Винстона Черчила. |
| Крај августа 1944.                  | Мисија Ренџер        | ваздушни десант |              |                                         | - Пуковник Роберт Макдауел - Џон Милодраговић - Мајкл Рајачић - Наредник Артур Џибилијан - Џек Митрани | Америчка мисија упућена у штаб генерала Михаиловића са задатком да учествује у операцији Халијард, чији је циљ био спасавање америчких ваздухопловаца оборених изнад југословенске територије.                                                                                        |

## Совјетски однос
До средине 1942. године, СССР је пратио политику Лондона и подржавао Владу Краљевине Југославије у емиграцији, одржавајући са њом дипломатске односе и признајући генерала Михаиловића као њеног легитимног представника. Иако су са Титом имали директне контакте преко Коминтерне, нису желели да подстичу револуционарне активности из страха од антагонизма западних савезника, што је могло угрозити опстанак Совјетског Савеза. Прва званична совјетска мисија стигла је 23. фебруара 1944. године.